# Calisto lyceius
Calisto lyceius är en fjärilsart som beskrevs av Bates 1935. Calisto lyceius ingår i släktet Calisto och familjen praktfjärilar. Inga underarter finns listade i Catalogue of Life.

## Bildgalleri

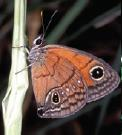